# Kay Tejan
Kay Tejan (Amsterdam, 3 febbraio 1997) è un calciatore olandese, attaccante del Dunkerque.

## Carriera

### Club
Cresciuto nelle giovanili di DWS e AFC, passa al Volendam nel 2016, venendo aggregato al Jong Volendam, squadra del settore giovanile. Debutta in prima squadra nel febbraio del 2018, in un match di Eerste Divisie disputato contro il Fortuna Sittard.
Nell'estate del 2018, scende di categoria firmando per il Quick Boys, formazione dilettantistica della Derde Divisie (il quarto livello calcistico olandese) nella quale si ritaglia un posto da titolare, oltre a mettere a segno diciannove reti, contribuendo alla promozione del club in Tweede Divisie. La stagione successiva, passa ai Kozakken Boys, formazione in cui ha giocato da titolare fisso nella stagione 2019-2020. La successiva stagione, complice un infortunio, gioca solo quattro match.
Nell'estate del 2021, viene ingaggiato dal TOP Oss, formazione della seconda serie olandese. La sua prima stagione professionistica si conclude con trentasei gare di campionato giocate, condite da quattordici goal.
L'annata successiva, passa in prestito semestrale con diritto di riscatto allo Sheriff Tiraspol, formazione della massima serie moldava, con la quale esordisce anche nelle competizioni europee per club. Dopo essere inizialmente impiegato stabilmente, finisce ai margini della rosa, venendo escluso dalla lista UEFA per la fase a gironi di Europa League. Scaduto il contratto di prestito senza che lo Sheriff esercitasse il diritto di riscatto, ritorna al TOP Oss, giocando la seconda parte di stagione nella Eerste Divisie.
Il 3 luglio 2023, passa ai polacchi dell'ŁKS, con cui disputa il campionato di Ekstraklasa 2023-2024, conclusosi con la retrocessione del club bianco-rosso. Nell'arco della stagione segna sette reti in trenta gare di campionato.
Il 28 luglio 2024, si trasferisce al Dunkerque, formazione di Ligue 2, secondo livello calcistico francese.